# TV Jornal
TV Jornal é uma emissora de televisão brasileira sediada no Recife, capital do estado de Pernambuco. Opera no canal 2 (35 UHF digital) e é afiliada ao SBT. Faz parte do Sistema Jornal do Commercio de Comunicação, subsidiária do Grupo JCPM, pertencente ao empresário João Carlos Paes Mendonça. Fundada em 18 de junho de 1960, é a emissora de TV mais antiga ainda em operação na Região Nordeste do Brasil.

## História
Em 1960, a TV Jornal entrou em testes no canal 2 do Recife, sendo assim a primeira emissora a entrar no ar no estado. Embora a TV Rádio Clube tenha sido inaugurada duas semanas antes da TV Jornal, a emissora já estava em testes há algum tempo. A TV Jornal passou a ser a emissora mais antiga de Pernambuco quando o Governo Federal cassou a concessão da TV Rádio Clube em 1980, juntamente com a Rede Tupi.
A TV Jornal foi inaugurada em 18 de junho por F. Pessoa de Queiroz, então dono do Jornal do Commercio e da Rádio Jornal. A emissora foi instalada num moderno prédio no bairro de Santo Amaro, para onde, na década de 70, também foi a rádio (que ficava situada, antes, na rua do Imperador, no mesmo prédio onde também ficava o jornal). O prédio, que mantém até hoje sua arquitetura inalterada, foi o primeiro a ser planejado especificamente para uma emissora de televisão, contando com três grandes estúdios, sendo um deles um auditório para 250 lugares, camarins, sala de maquiagem, além de uma boutique e um restaurante. A TV Jornal também tinha sua própria marcenaria, responsável por confeccionar e fazer a manutenção nos cenários, que eram preparados especialmente para atender as suas necessidades. Os equipamentos foram importados da indústria inglesa Marconi, que atendia desde os programas jornalísticos as produções de entretenimento.
Em 1963, a emissora transmitia programas da TV Excelsior e da REI. Entre 1960 e 1986, a emissora podia ser captada em João Pessoa, no estado vizinho da Paraíba, antes de a TV Cabo Branco entrar no ar na capital do estado, pois havia uma retransmissora lá no canal 7, que passou a ser ocupado pela Cabo Branco a partir de 1986. Um fato curioso é que, devido a um efeito de Inversão térmica, a emissora chegou a ser captada em Santos, no litoral paulista, a mais de 2000 km de distância do Recife. O jornal A Tribuna chegou a publicar uma manchete que dizia que um morador conseguia captar a emissora no canal 2 com a imagem e som inconstantes.
Durante a década de 1960, a TV Jornal produziu várias novelas regionais, com destaque para A Moça do Sobrado Grande. A novela ficou no ar por nove meses e fez um grande sucesso na emissora. Tanto que foi vendida para a TV Bandeirantes São Paulo, que a exibiu entre 24 de julho a 8 de dezembro de 1968. Fazendo sucesso em Pernambuco, acabou passando em branco em São Paulo.
Em 1979, se afiliou com a Rede Bandeirantes, com quem ficou até o ano de 1987. Nesse ano, o Sistema Jornal do Commercio de Comunicação começou a passar por uma crise que quase levou a TV Jornal e as empresas do grupo à falência. A TV Jornal chegou a ficar 43 dias com barras de cor na tela, sem transmitir nada da Rede Bandeirantes e nenhum programa local. A situação continuou a mesma, quando o então empresário João Carlos Paes Mendonça, dono da rede Bompreço de supermercados (que hoje pertence ao Grupo Carrefour Brasil) comprou o grupo de comunicação. A partir daí, a TV Jornal e as outras empresas do grupo passaram a fazer parte do Grupo JCPM. A TV Jornal deixava a Rede Bandeirantes e se afiliava com o SBT, rede com a qual está até hoje.
Em 2 de fevereiro de 2015, a emissora torna-se a primeira afiliada do SBT a lançar uma versão local do telejornal Notícias da Manhã, apresentado por Rodrigo Asfora, que havia sido contratado em janeiro da TV Tribuna. O programa sucedeu o policial Plantão da Cidade, apresentado desde então por Washington Gurgel, e vinha seguindo uma padronização do SBT no jornalismo matinal de suas emissoras próprias e afiliadas. Entre Novembro de 2014. e Março de 2015. , Cinderela e Cardinot  saíram da TV Clube Após  o fim dos  programas Cardinot aqui na clube  e Clube Da Cinderela e voltaram para a Jornal  Com o retorno Dos Programas. Bronca Pesada e Papeiro da Cinderela. 
Em 2018, após a TV Globo abandonar a transmissão da Copa do Nordeste de Futebol, a TV Jornal se tornou a transmissora oficial da competição em sinal aberto em Pernambuco, ampliando a grade esportiva da emissora, que, antes disso, não tinha grande tradição na transmissão de futebol. 
Em 3 de setembro do mesmo ano, a TV Jornal demitiu o gerente de jornalismo Washington Luís e a apresentadora Lorena Gomes, que comandava o esportivo Replay, que foi assumido por Aroldo Costa. Em 8 de setembro, morre a jornalista Graça Araújo, após sofrer um AVC. A apresentadora ancorou por 26 anos o TV Jornal Meio Dia e sua morte causou comoção nas redes sociais e na imprensa pernambucana. No dia seguinte, a emissora fez a cobertura do velório e cremação da apresentadora, que foi ao ar durante os intervalos da programação de domingo do SBT, e em alguns momentos chegou a cortar parte dos programas Domingo Legal e Eliana. Após o falecimento da titular, o TV Jornal Meio Dia passou a ser apresentado por Anne Barreto, que deixou a apresentação do Notícias da Manhã PE para Leandro Oliveira.
No fim do ano, o Sistema Jornal do Commercio de Comunicação promoveu a demissão de cerca de 60 profissionais, e a TV Jornal foi afetada a partir do cancelamento dos programas Replay e Interativo (este último apresentado por Danielle Monteiro, também entre os demitidos). Com os espaços vazios na programação, a emissora aumentou o tempo de duração do Sabor da Gente e passou a reprisar localmente o Primeiro Impacto, exibido durante as manhãs pelo SBT. Em março, Flávio Barra é contratado para apresentar o programa Turma do Barra, cuja estreia aconteceu no dia 25 de março, voltado ao humor e ao entretenimento, com destaque para os links ao vivo nas ruas, além das fofocas das celebridades e a participação dos artistas musicais locais.
Em dezembro de 2019, o Chef Wellington Almeida deixa a emissora após 15 anos para assumir um programa na Rede Bandeirantes. Em março de 2020, o jornal Notícias da Manhã PE deixa a programação da emissora. Com isso, Leandro Oliveira foi remanejado para o TV Jornal Meio Dia, que teve sua duração ampliada, no qual o jornalista divide a apresentação com Anne Barreto.
Em maio de 2021, o apresentador Joslei Cardinot foi dispensado da emissora. O motivo foi a baixa audiência de seu programa Por Dentro com Cardinot e a não aceitação da redução de seu salário para renovação. Ele foi substituído pela jornalista Suelen Brainer. Em 28 de maio, a emissora contratou o jornalista Fábio Araújo, que anteriormente trabalhava na TV Clube, atualmente TV Guararapes. No dia 14 de junho, estreou o programa Por Aqui, que substituiu o Por Dentro com Cardinot, que foi extinto.
Em 24 de junho de 2022, a TV Jornal anunciou a contratação do apresentador Thiago Raposo para o programa Primeiro Impacto PE. Antes de ingressar na TV Jornal, Raposo apresentava o programa Balanço Geral na TV Guararapes, emissora concorrente e afiliada da RecordTV no mesmo estado. Raposo substituiu o ex-apresentador e titular do programa, Washington Gurgel, que foi demitido no mesmo mês. No dia 27 do mesmo mês, Raposo estreou na TV Jornal.

## Sinal digital
| Canal virtual | Canal digital | Resolução de tela | Programação                              |
| ------------- | ------------- | ----------------- | ---------------------------------------- |
| 2.1           | 35 UHF        | 1080i             | Programação principal da TV Jornal / SBT |

A emissora iniciou os testes para implantação do seu sinal digital em 14 de abril de 2009, através do canal 35 UHF, sendo a primeira emissora de Recife a operar com a nova tecnologia. Em 27 de maio, a emissora iniciou oficialmente suas transmissões digitais, com uma solenidade realizada no JCPM Trade Center no Recife, que contou com a presença do presidente da emissora, João Carlos Paes Mendonça, e vários convidados. A TV Jornal exibiu após o fim do TV Jornal Notícias um programa especial feito pelo jornalismo da emissora mostrando a união entre a tradição e inovação da música e tecnologia do Pernambuco. Às 22h30, a emissora exibiu também um especial musical gravado no auditório do SJCC, com a apresentação de Graça Araújo, e que contou com a participação de nomes como Santanna, Silvério Pessoa, Reginaldo Rossi e Quinteto Violado. Em 2010, a emissora começou a produzir seus programas em alta definição.
Transição para o sinal digital
Com base no decreto federal de transição das emissoras de TV brasileiras do sinal analógico para o digital, a TV Jornal, bem como as outras emissoras do Recife, cessou suas transmissões pelo canal 2 VHF em 26 de julho de 2017, seguindo o cronograma oficial da ANATEL. O sinal da emissora foi interrompido às 23h59 durante a exibição do Programa do Ratinho, sendo substituído por um aviso do MCTIC e da ANATEL sobre o switch-off.

## Prêmios
Prêmio Vladimir Herzog
| Ano  | Categoria        | Obra               | Autor                                                                | Resultado | Ref.   |
| ---- | ---------------- | ------------------ | -------------------------------------------------------------------- | --------- | ------ |
| 2010 | Reportagem de TV | "Infância roubada" | Fabiana Maranhão, Sofia Costa Rego, Vanessa Beltrão e Vanessa Cortez | Venceu    | [ 18 ] |